# David Horowitz
Pour les articles homonymes, voir David Horowitz (homonymie) et Horowitz.
Pour l'écrivain musicien, voir David Hurwitz.
David Horowitz, né le 10 janvier 1939 à Forest Hills (Queens, New York) et mort le 29 avril 2025 dans le Colorado,, est un journaliste américain.
Après avoir été un militant et figure de la nouvelle gauche américaine pendant les années 1960, il est devenu un partisan des néo-conservateurs, des Républicains, et une des figures majeures de l'islamophobie aux États-Unis,, décrit comme un activiste d'extrême droite,. Il fonde le David Horowitz Freedom Center (en), appartenant au mouvement contre-djihadisme.
Il est éditorialiste aux magazines conservateurs NewsMax, FrontPage (en) et au magazine progressiste Salon.com.

## Biographie
Ses parents étaient enseignants à New York. Communistes américains, ils l'ont élevé dans le culte de Staline.
David Horowitz est diplômé de l'université Columbia et est titulaire d'une maîtrise de littérature anglaise de l'université de Californie à Berkeley.
Après le rapport de Nikita Khrouchtchev sur les crimes de Staline, Horowitz participa à la formation du mouvement de la nouvelle gauche, en rupture avec le Parti communiste des États-Unis d'Amérique. En Californie, Horowitz devint un militant marxiste bien connu de toutes les manifestations gauchistes des années 1960 et des années 1970. Il entreprit d'écrire une interprétation marxiste de l'histoire, fut l'éditeur du magazine radical Ramparts et un soutien actif des Black Panthers et de leur leader Huey P. Newton.
Au milieu des années 1970, Horowitz traversa une période de doute sur les idées, les motivations et les tactiques employées par la gauche américaine, notamment après le meurtre, en 1974, d'une de ses très proches amies, Betty Van Patter, attribué aux Black Panthers.
Au fil des années, Horowitz s'éloigna de la gauche, pour rejoindre le centre, puis la droite et l'extrême droite,, en particulier après avoir fait le bilan des conséquences du retrait américain du Viêt Nam et la crise de la pandémie du SIDA au milieu des années 1980. Il est aujourd'hui considéré comme l'un des avocats de la pensée conservatrice et néo-conservatrice.
Son autobiographie intitulée Radical Son, and Left Illusions revient sur ses années de jeunesse et ses désillusions. Catalogué comme néo-conservateur, Horowitz rejette cette étiquette.
Il est devenu un farouche opposant de l’affirmative action qu'il considère comme raciste. Il est aussi un des auteurs de la « Academic Bill of Rights », manifeste en huit points dénonçant l'influence biaisée et prétendument « gauchiste » de l'enseignement dans les universités, et l'exclusion et l'ostracisme contre les enseignants conservateurs ou républicains.
Néanmoins, partisan des droits LGBT sans être favorable au mariage homosexuel[Quand ?], il critique le Parti républicain pour ne pas se préoccuper des droits de la communauté homosexuelle, alors qu'il note qu'en 2000 George W. Bush avait reçu plus de votes d'électeurs de cette communauté que de celles de Noirs ou de juifs que le parti tente toujours de se concilier.

## Allégations de racisme
Chip Berlet, écrivant pour le Southern Poverty Law Center (SPLC), identifie le Centre Horowitz pour l'étude de la culture populaire (David Horowitz Freedom Center (en)) comme l'une des 17 « fondations de droite et groupes de réflexion soutenant les efforts visant à rendre respectables les idées sectaires et discréditées »; Berlet accuse Horowitz de présenter l'esclavage d'« Africains noirs… encouragés par les Arabes à la peau foncée » et d'avoir « attaqué les demandes de traitement spécial de la minorité » comme « uniquement nécessaires parce que certains noirs ne semblent pas disposer d'une échelle de possibilité à la portée des autres ».
En 2008, intervenant à l'Université de Californie, Santa Barbara (UCSB), y critique la culture arabe, affirmant qu'elle est en proie à l'antisémitisme.
Il a évoqué le keffieh « palestinien », un couvre-chef arabe traditionnel porté notamment par le chef de l'OLP Yasser Arafat, comme étant devenu un symbole du terrorisme. En réponse, le professeur Walid Afifi de l'UCSB a déclaré qu'Horowitz « prêchait la haine », tout en dénigrant la culture arabe.

## Critique d’organisations islamiques
David Horowitz utilise ses cours et conférences, ainsi que des publications étudiantes et universitaires comme lieux de diffusion de propagandes controversées sur les étudiants musulmans, l'islamisme et parfois les noirs ou les arabes.
En 2007, David Horowitz affirme dans le journal étudiant de l'Université de Columbia que, selon des sondages d'opinion, « 150 millions de musulmans sur 750 millions soutiendraient une guerre sainte contre les chrétiens, les juifs et les autres musulmans ».
En avril 2008, le DHFC a annoncé dans le Daily Nexus (journal interne de l'université de Californie à Santa Barbara), que l'association locale des étudiants musulmans (MSA) a des liens avec les Frères musulmans, Al-Qaïda et le Hamas. Le mois suivant (mai 2008), David Horowitz, à l'UCSB, déclare que le MSA soutient « un deuxième Holocauste des Juifs ». Le MSA a répondu être une organisation pacifique et non un groupe politique. Le conseiller pédagogique du MSA précise que le groupe s'est au contraire « impliqué dans des activités interconfessionnelles avec des groupes d'étudiants juifs, et qu'il a été impliqué dans des œuvres caritatives pour les secours nationaux en cas de catastrophe ». Après qu'Horowitz ait publié un papier dans The GW Hatchet (journal étudiant de l'université George Washington), Jake Sherman, rédacteur en chef du Hatchet, a déclaré que les affirmations selon lesquelles le MSA était radical étaient « ridicules ».
En février 2010, à l'université Amherst du Massachusetts, David Horowitz compara les islamistes aux nazis, en disant: « Les islamistes sont pires que les nazis, parce que même les nazis n'ont pas dit au monde qu'ils voulaient exterminer les juifs ».
En 2007, David Horowitz trouve assez de soutien pour monter une campagne baptisée « Semaine de sensibilisation à l'islamo-fascisme ». Il y amalgame musulman et islamisme, et parodie des activités de sensibilisation multiculturelles. En octobre, les principaux critiques américains de l'islam radical, s'expriment à ce sujet dans plus d'une centaine de campus universitaires. En tant qu'orateur, David Horowitz rencontre lui-même à plusieurs reprises une intense hostilité,.
Une étude (de 2011) sur des militants anti-islam aux États-Unis, faite par le Southern Poverty Law Center identifie David Horowitz comme l'une des 10 personnages-clé du « cercle intérieur anti-musulman » des États-Unis. Et Max Blumenthal fait remarquer qu'il a été soutenu financièrement par l'Américaine Nina Rosenwald (tout comme elle a soutenu Brigitte Gabriel, une journaliste libano-américaine d'origine chrétienne, Hanan Qahwaji de son vrai nom, conservatrice et également très critique de l'Islam) et divers think-tanks et autres groupes de pression prônant l'islamophobie), ce qui a conduit le magazine The Nation, dans son numéro « Islamophobie » (2-9 juillet 2012), à baptiser Nina Rosenwald « La Sugar Mama de la haine anti-musulmane ».

## Œuvres et articles
- Student: The Political Activities of the Berkeley Students, 1962
- Empire and Revolution: A Radical Interpretation of Contemporary History, 1970,  (ISBN 0-394-70856-3)
- Corporations and the Cold War, 1970,  (ISBN 0-85345-160-5)
- The Free World Colossus: A Critique of American Foreign Policy in the Cold War, 1971,  (ISBN 0-8090-0107-1)
- Radical Son: A Generational Odyssey (autobiographie), 1997,  (ISBN 0-684-82793-X)
- Beyond Left and Right: Insurgency and the Establishment, University of Illinois Press, 1997,  (ISBN 0252022661)
- The Race Card: White Guilt, Black Resentment, and the Assault on Truth and Justice, 1997,  (ISBN 0761509429)
- The Art of Political War And Other Radical Pursuits, Spence Publishing, 2000,  (ISBN 1890626287)
- How to Beat the Democrats and Other Subversive Ideas, Spence Publishing, 2002,  (ISBN 1890626414)
- Uncivil Wars: The Controversy Over Reparations For Slavery, 2002,  (ISBN 1-893554-44-9)
- Hating Whitey: and Other Progressive Causes, Spence Publishing, 1999,  (ISBN 1-890626-21-X)
- The Politics of Bad Faith: The Radical Assault on America’s Future, 2000,  (ISBN 0684856794)
- Left Illusions: An Intellectual Odyssey, Spence Publishing, 2003,  (ISBN 1-890626-51-1)
- Unholy Alliance: Radical Islam and the American Left, Regnery Publishing, 2004,  (ISBN 0-89526-076-X)
- The Anti-Chomsky Reader avec Peter Collier, 2004,  (ISBN 1-893554-97-X)
- The End Of Time, 2005,  (ISBN 1-59403-080-4)
- The Professors: The 101 Most Dangerous Academics in America, Regnery Publishing, 2006,  (ISBN 0-89526-003-4)
- Shadow Party: How George Soros, Hillary Clinton, and Sixties Radicals Seized Control of the Democratic Party, Thomas Nelson Books, 2007,  (ISBN 1595551034)
- Indoctrination U:The Left's War Against Academic Freedom, Encounter Books, 2007,  (ISBN 1594031908)
- Big Agenda : President Trumps Plan to Save America, Humanix books, 2017, 208 p. (ISBN 978-1-63006-087-9)

### Coécrits avec Peter Collier
- The Rockefellers: An American Dynasty, New York, 1976,  (ISBN 0-03-008371-0)
- The Kennedys: An American Drama, New York, 1985,  (ISBN 0-671-44793-9)
- The Fords: An American Epic, New York, 1987,  (ISBN 0-671-66951-6)
- Destructive Generation: Second Thoughts About the '60s, 1989,  (ISBN 0-671-66752-1)
- Second Thoughts: Former Radicals Look Back at the Sixties, 1989,  (ISBN 0-8191-7148-4)
- The Roosevelts: An American Saga, 1994